# Pierre Antoine et Paul Mallet
Pierre Antoine et Paul Mallet, frères et voyageurs canadiens-français, furent les premiers européens à avoir traversé les grandes plaines texannes d'est en ouest. 
Ils partirent d'abord de Kaskaskia, Pays des Illinois en 1739, pour Santa Fe, Nouveau-Mexique.

## Exploration
Pierre Antoine et son frère sont nés à Montréal, au Canada et s'installent à Fort Pontchartrain du Détroit en 1706 et Kaskaskia, Illinois en 1734. De Kaskaskia, en 1739, ils organisèrent un voyage vers Santa Fe, Nouveau-Mexique avec six compagnons et neuf chevaux chargés de marchandises de commerce. Ils ont suivi la rivière Missouri vers le nord jusqu'au Dakota du Sud au village de Arikara. On croyait à l'époque que le fleuve Missouri coulait jusque vers les colonies espagnoles au Nouveau-Mexique.
Informés par les Indiens que le nouveau-Mexique était au sud-ouest, ils sont  revenus dans les villages Pawnees sur la  rivière du Loup dans le Nebraska. À partir de là, le 29 mai 1739, ils se dirigèrent vers Santa Fe.
Le 5 juillet, probablement près de l'actuelle La Junta (Colorado), ils rencontrèrent un village d'Indiens « Laitane » (Comanche). Parmi les Comanches était un esclave indien Arikara, qu'ils embauchent comme guide pour les conduire à Santa Fe. Il les guida, probablement par une route proche de l'actuelle Piste de Santa Fe, à Picuris Pueblo, Nouveau-Mexique où ils ont rencontré leurs premiers espagnols et ont été « agréablement reçus». Ils atteignirent  Santa Fe, où ils  proposèrent d'ouvrir des relations commerciales entre le Nouveau-Mexique et la Nouvelle-France. Après neuf mois d'attente à Santa Fe, la réponse du gouvernement de Mexico fut négative et on leur a demandé de partir. Cependant, ils avaient reçu des lettres d'encouragement pour faire le commerce avec les responsables du Nouveau-Mexique.
Le 1er mai 1740, les Mallet repartent  de Santa Fe et se dirigent vers l'Est.  Un de leurs hommes a épousé une femme espagnole et est resté au Nouveau-Mexique. Trois hommes se séparent pour revenir en Illinois par le même chemin qu'ils avaient suivi à l'aller ; les frères Mallet et deux autres suivirent  la rivière Canadian vers l'est à travers le Texas Panhandle et l'Oklahoma. En chemin, ils rencontrent un village Comanche et échangent des couteaux et autres articles pour des chevaux. Plus tard, probablement dans l'Oklahoma, ils rencontrèrent plusieurs Padoucas (Apache) qui avaient peur d'eux, peut-être en raison de l'expérience avec les esclavagistes. En aval, lorsque la Canadian River fut devenue navigable, les Maillet abandonnèrent leurs chevaux et fabriquèrent des canots . Le 24 juin, ils parvinrent à la jonction des rivières Arkansas et Canadian et ils rencontrèrent des chasseurs  Canadiens-Français. En bateau ils descendent le fleuve  Arkansas  et arrivent en mars 1741 à la Nouvelle-Orléans, Louisiane.